# Kaseni (Morang)
Kaseni (nep. कसेनी) – gaun wikas samiti we wschodniej części Nepalu w strefie Kośi w dystrykcie Morang. Według nepalskiego spisu powszechnego z 2001 roku liczył on 1523 gospodarstw domowych i 7202 mieszkańców (3707 kobiet i 3495 mężczyzn).